# 费利克斯·弗兰克福特
费利克斯·弗兰克福特（1882年11月15日—1965年2月22日）是美国著名法学家，曾担任美国最高法院大法官。

## 生平
弗兰克福特出生在奥地利维也纳，父亲是犹太商人。他12岁时随父母移民美国，1902年毕业于纽约城市学院，随后进入哈佛大学法学院，他是继路易斯·布兰戴斯之后，在哈佛法学院成绩最好的学生之一。
弗兰克福特是美国劳动法方面的著名学者，从1914年到1939年期间，他是哈佛大学法学院的教授，并是富兰克林·罗斯福总统关于新政措施的非正式顾问。1939年，罗斯福总统提名他出任最高法院大法官，并被参议院批准，担任大法官直到1962年退休。他于1963年荣获总统自由勋章。

## 主要思想
尽管弗兰克福特受到了自由主义政治思想的教育，但他却是最直言不讳地支持司法克制的人，认为法院不应该把联邦宪法解释成要对立法和行政机关施加严格的限制。这一观点深受他的挚交和良师小奥利弗·温德尔·霍姆斯的影响，霍姆斯在其担任最高法院大法官期间，坚定反对“经济正当程序”的判解原则。在判例中，弗兰克福特常引用霍姆斯的话，认为只要立法和行政措施不“震撼良知”，那么就不违反宪法。坚持这一立场，使得弗兰克福特在“沃伦法院”时期经常处于异见者的地位，但他在布朗诉教育委员会案中，坚定反对种族隔离，同意最高法院的一致立场

## 作品选
- 《最高法院事务》（The Business of the Supreme Court），1927
- 《霍姆斯大法官和最高法院》（Justice Holmes and the Supreme Court），1938
- 《费利克斯·弗兰克福特回忆录》（Felix Frankfurter Reminisces），1960